# Kekenboschiella vangoethemi
Kekenboschiella vangoethemi är en spindelart som beskrevs av Léon Baert 1982. Kekenboschiella vangoethemi ingår i släktet Kekenboschiella och familjen Mysmenidae. Inga underarter finns listade i Catalogue of Life.